# Premi Ariel al millor actor de repartiment
El Premi Ariel a millor actor de repartiment (en castellà mejor actor de cuadro) és una de les categories dels Premis Ariel. Aquesta categoria actualment es troba inactiva. El premi es va lliurar per primera vegada de 1947 al 1958, després la categoria es va reprendre del 1987 al 2004.
El màxim guanyador d'aquesta categoria és l'actor Luis Felipe Tovar, amb tres premis, que a més van ser consecutius. El primer en 1994 per Principio y fin, el segon en 1995 per El callejón de los milagros, i el tercer en 1996 per Sin remitente.
En 1992 (Lliurament XXXIV), va haver-hi múltiples guanyadors. Enrique Gardiel, Farnesio de Bernal, Luis Ignacio Erazo i Rubén Márquez eren premiats amb l'Ariel a millor actor de quadre, tots per la pel·lícula La mujer de Benjamín.

## Guardonats per any
| Lliurament | Any  | Guanyador                                                           | Pel·lícula                            |
| ---------- | ---- | ------------------------------------------------------------------- | ------------------------------------- |
| LX         | 2018 | Andrés Almeida                                                      | Tiempo compartido                     |
| LIX        | 2017 | Hernán Mendoza                                                      | La 4ª. compañía                       |
| XLVI       | 2004 | Alejandro Parodi                                                    | El misterio del Trinidad              |
| XLV        | 2003 | Ernesto Gómez Cruz                                                  | El crimen del padre Amaro             |
| XLIV       | 2002 | Mario Zaragoza                                                      | De la calle                           |
| XLIII      | 2001 | Gustavo Sánchez Parra                                               | Amores perros                         |
| XLII       | 2000 | Juan Carlos Colombo                                                 | La ley de Herodes                     |
| XLI        | 1999 | Fernando Torre Lapham                                               | Bajo California: El límite del tiempo |
| XL         | 1998 | Ignacio Retes                                                       | Por si no te vuelvo a ver             |
| XXXIX      | 1997 | Roberto Sosa                                                        | De muerte natural                     |
| XXXVIII    | 1996 | Luis Felipe Tovar                                                   | Sin remitente                         |
| XXXVII     | 1995 | Luis Felipe Tovar                                                   | El callejón de los milagros           |
| XXXVI      | 1994 | Luis Felipe Tovar                                                   | Principio y fin                       |
| XXXV       | 1993 | Daniel Giménez Cacho                                                | Cronos                                |
| XXXIV      | 1992 | Enrique Gardiel Farnesio de Bernal Luis Ignacio Erazo Rubén Márquez | La mujer de Benjamín                  |
| XXXIII     | 1991 | Fernando Rubio                                                      | La leyenda de una máscara             |
| XXXII      | 1990 | Alfredo Solares                                                     | El homicida                           |
| XXXI       | 1989 | Claudio Brook                                                       | Esperanza                             |
| XXX        | 1988 | Héctor Ortega                                                       | Mariana, Mariana                      |
| XXIX       | 1987 | Ernesto Yáñez                                                       | El imperio de la fortuna              |
| XIII       | 1958 | Roberto Ramírez                                                     | El buen ladrón                        |
| XII        | 1957 | Pedro de Aguillón                                                   | El inocente                           |
| XI         | 1956 | Eulalio González                                                    | Espaldas mojadas                      |
| X          | 1955 | Jaime Fernández                                                     | La rebelión de los colgados           |
| IX         | 1954 | Guillermo Álvarez Bianchi                                           | Cuarto de hotel                       |
| VIII       | 1953 | José Elías Moreno                                                   | La bestia magnífica                   |
| VII        | 1952 | Luis Aceves Castañeda                                               | Sentenciado a muerte                  |
| VI         | 1951 | Gilberto González                                                   | Vino el remolino y no alevantó        |
| V          | 1950 | Juan García                                                         | Cara sucia                            |
| IV         | 1949 | Arturo Soto Rangel                                                  | Maclovia                              |
| III        | 1948 | Juan García                                                         | La perla                              |
| II         | 1947 | Francisco Fuentes                                                   | Cantaclaro                            |
| I          | 1947 | Gilberto González                                                   | Canaima, el dios del mal              |